# María Irigoyen
María Irigoyen (Tandil, Argentina, 24 de junio de 1987) es una extenista profesional argentina entrenada por su hermano Toti Irigoyen. Alcanzó su mejor ranking en singles en 2015, al posicionarse 147° del mundo, aunque se destacó principalmente por sus participaciones en el circuito de dobles donde alcanzó dos títulos WTA, ambos en Río de Janeiro: en 2014 junto a la rumana Irina Camelia Begu y en 2016 con la paraguaya Verónica Cepede Royg, además de otras seis finales. Estas actuaciones le valieron alcanzar el puesto 47 en la modalidad por pareja en 2016. En 2019 anunció su retiro del tenis profesional.Actulmente juega al fútbol en "El Bidón de Bilardo Femenino" de la ciudad de Tandil, en la copa amateur Cosa de serranos. 

## Infancia y juventud
María Irigoyen nació el 24 de junio de 1987 en la ciudad bonaerense de Tandil. Es hija de Carlos Irigoyen y María Luisa Rodríguez y hermana de Luis Carlos Irigoyen, quien fuera considerado uno de los talentos juveniles tandilenses, aunque luego su carrera se vio truncada. 
María comenzó a jugar al tenis a los 7 años de edad en el Club Independiente de la ciudad de Tandil. Permaneció allí por dos temporadas, dando sus primeros golpes para luego pasar a ser entrenada por Oscar Rabago.[cita requerida]

## Trayectoria

### 2010

#### Singles
María Irigoyen comenzó el año 2010 en el puesto 226 del ranking de la WTA. Inició su temporada en Florida, Estados Unidos, en el torneo de Plantation ($ 25 000), obteniendo una wild card para participar de la clasificación; en sendos partidos, Irigoyen venció a la ucraniana Anastasiya Lytovchenko (6-0 y 6-3), a la estadounidense Sloane Stephens (7-5, 2-6 y 6-1) y a la austríaca Johanna Konta (6-3 y 6-3), que le permitieron acceder al cuadro principal del torneo. Sin embargo, cayó ante la británica Georgie Stoop por 1-6 y 4-6 en la primera ronda del torneo. A la semana siguiente, participó en el torneo de Lutz ($ 25 000), disputado en dicha ciudad del estado de Florida; avanzó a segunda ronda tras vencer a la polaca Karolina Kosinska por 6-3 y 6-3, pero perdió ante la sueca Johanna Larsson, tercera preclasificada del torneo, por 2-6 y 4-6. Tras la derrota en la Fed Cup ante Estonia, Irigoyen se reintegró al circuito en el torneo de Laguna Nigel ($ 25 000), logrando acceder a segunda ronda tras vencer a la eslovena Tadeja Majeric por 6-1 y 6-1; sin embargo, cayó ante la rusa Elena Kulikova por 3-6 y 3-6, quedando eliminada del torneo. En el torneo de Surprise ($ 25 000), disputado en dicha ciudad de Arizona, Irigoyen avanzó nuevamente a segunda ronda tras vencer a la china Sheng Nan Sun por 7-66 y 6-0; sin embargo, volvió a quedar eliminada en dicha ronda, esta vez ante la estadounidense Varvara Lepchenko, primera preclasificada, por 3-6 y 1-6.
A mediados de marzo, en el torneo de Irapuato, fue eliminada en primera ronda por la peruana Bianca Botto, quien la derrotó por 1-6 y 1-6. En el torneo de Pelham ($ 25 000), disputado en Pelham, Alabama, Irigoyen accedió a las semifinales tras vencer a las estadounidenses Nicole Gibbs (6-0, 4-6 y 6-2) y Alexandra Stevenson (6-1 y 7-5), en primera y segunda ronda respectivamente, y a la austríaca Melanie Klaffner (6-1 y 6-1); sin embargo, perdió por 1-6 y 0-6 ante la rumana Edina Gallovits, segunda preclasificada del torneo y quien se coronaría campeona del mismo. Partiendo como sexta preclasificada, alcanzó los cuartos de final en el torneo de Jackson ($ 25 000), que tuvo lugar en Jackson, Misisipi, tras vencer a las estadounidenses Chieh-Yu Hsu (6-2 y 6-2) y Lena Litvak (4-6, 6-2 y 7-65); sin embargo, cayó ante la también estadounidense Jamie Hampton por 1-6 y 3-6. A la semana siguiente, alcanzó nuevamente los cuartos de final de un torneo, esta vez en el de Osprey ($ 25 000); tras vencer a la canadiense Gabriela Dabrowski por 6-2 y 6-2 y a la rusa Olga Puchkova por 6-1 y 6-4, cayó ante la belga Tamaryn Hendler por 1-6 y 2-6 y quedó eliminada del torneo. En el torneo de Dothan ($ 50 000), disputado en dicha ciudad de Alabama, Irigoyen cayó en primera ronda ante la bielorrusa Anastasia Yakimova, sexta preclasificada, por 5-7 y 4-6.
En la segunda semana de mayo, Irigoyen participó del torneo de Saint Gaudens ($ 50 000), disputado en Francia, iniciando en el cuadro clasificatorio; obteniendo un bye en primera ronda, alcanzó el cuadro principal del evento tras vencer a la polaca Barbara Sobaszkiewicz por 6-3 y 6-2 y a la danesa Karen Barbat por 4-6, 7-5 y 7-5. Alcanzó los cuartos de final del torneo tras vencer a la austríaca Monique Adamczak (6-1, 4-6, 4-5 y retiro) y a la francesa Natalie Piquion (7-5, 1-6 y 6-2); sin embargo, quedó eliminada del torneo tras caer ante la china Xinyun Han por 5-7 y 1-6. Días más tarde, cayó en la primera ronda de la clasificación para el Campeonato de Roland Garros ante la serbia Bojana Jovanovski por 2-6 y 1-6. Ya en Italia, participó del torneo de Grado ($ 25 000), disputado en dicha ciudad, siendo eliminada en la primera ronda por la italiana Anna Giulia Remondina por 1-6 y 2-6. A la semana siguiente participó del torneo de Roma - Tiro a Volo ($ 50 000), en el que alcanzó la segunda ronda tras derrotar a la local Valentina Sulpizio por 6-3 y 6-3; sin embargo, quedó eliminada del torneo tras caer ante María Elena Camerin por 3-6 y 3-6. Ganó su primer y único título del año en el torneo de Campobasso, que tuvo lugar en dicha ciudad italiana. Irigoyen, quien partió como segunda preclasificada, alcanzó la final del torneo tras vencer, en rondas sucesivas, a la australiana Alenka Hubacek (6-1 y 7-5), a la local Erika Zanchetta (6-3 y 6-1), a la ucraniana Anastasiya Vasylyeva (6-4 y 7-5) y a la georgiana Margalita Chakhnashvili (7-63 y 6-3); en el partido decisivo, superó a la francesa Laura Thorpe por 6-2 y 7-65 y se coronó campeona del torneo.
Tras el título conseguido, Irigoyen se trasladó a Gran Bretaña para disputar la clasificación para el Campeonato de Wimbledon, ganando su partido ante la china Yi-Miao Zhou por 3-6, 6-2, 4-1 y retiro; en segunda ronda, la argentina perdió ante la rusa Anastasia Pivovarova por 2-6 y 4-6, quedando eliminada del torneo. Regresó a Italia para disputar el torneo de Roma - Tevere Remo ($ 25 000), pero perdió en la primera ronda ante la italiana Karin Knapp por 7-5, 4-6 y 0-6. A fines de junio alcanzó los cuartos de final del torneo de Cuneo ($ 100 000) tras vencer a la francesa Stephanie Cohen-Aloro por 7-5 y 6-2 y a la checa Sandra Zahlavova, segunda preclasificada, por 6-3 y 6-4, en primera y segunda ronda respectivamente; sin embargo, perdió ante la francesa Laura Thorpe por 2-6 y 2-6. Posteriormente quedó eliminada en la primera ronda de la clasificación de los torneos de Budapest (Hungría), Palermo (Italia) y Bad Gastein (Austria), tras perder ante la eslovaca Lenka Tvaroskova (6-1, 5-7 y 4-6), la italiana Claudia Giovine (6-3, 2-6 y 0-6) y la austríaca Karolina Wlodarczak (6-4, 3-6 y 2-6), respectivamente. Participó del torneo de Bucarest ($ 75 000), disputado a fines de julio en la capital rumana, alcanzando la segunda ronda tras derrotar a la bosnia Sandra Martinovic por 3-6, 6-1 y 6-1; sin embargo, fue eliminada del torneo por la local Cristina Andreea Mitu, quien la venció por 2-6 y 5-7. Tras cinco semanas de inactividad, Irigoyen regresó al circuito en el torneo de Biella ($ 100 000), alcanzando la segunda ronda tras derrotar a la francesa Olivia Sánchez por 2-6, 6-1 y 7-63; sin embargo, quedó eliminada del torneo al caer por 2-6 y 4-6 ante la checa Zuzana Ondraskova.
A la semana siguiente, perdió en la primera ronda del torneo de Mestre ($ 50 000) ante su compatriota Florencia Molinero por 6-3, 5-7 y 1-6. Participó en el torneo de Foggia ($ 25 000), alcanzando los cuartos de final tras derrotar a la eslovena Dalila Jukupovic por 6-2 y 6-1 y a la portuguesa María Joao Koehler por 6-2 y 7-5, en primera y segunda ronda respectivamente; sin embargo, perdió ante la española María Teresa Torro Flor por 2-6 y 4-6. A fines de septiembre, Irigoyen participó del torneo de Atenas ($ 50 000), siendo eliminada en la primera ronda por la búlgara Dia Evtimova por 4-6 y 1-6. Se trasladó al Líbano para disputar la clasificación del torneo de Jounieh ($ 100 000), disputado en dicha ciudad asiática; a pesar de ser la primera preclasificada en dicha etapa, y de tener un bye en la primera ronda, fue eliminada del torneo por la rumana Alexandra Cadantu, quien la venció por 6-4, 2-6 y 5-7. A fines de octubre, alcanzó las semifinales del torneo de Bayamon ($ 25 000), disputado en Bayamon, Puerto Rico; iniciando como cuarta preclasificada, venció en rondas sucesivas a la estadounidense Danielle Mills (6-1 y 6-1), a la colombiana Yuliana Lizarazo (6-1 y 6-4) y a la belga Tamaryn Hendler (7-66 y 7-5); sin embargo, cayó ante la estadounidense Lauren Davis, proveniente de la qualy y que luego ganaría el torneo, por 2-6 y 3-6. Participó del torneo de Grapevine ($ 50 000) en la primera semana de noviembre, siendo eliminada en primera ronda por la estadounidense Julie Ditty, quien la derrotó por 5-7 y 4-6. A la semana siguiente, Irigoyen participó del torneo de Phoenix ($ 75 000), el último que disputó en el año de manera oficial; alcanzó los cuartos de final tras vencer a la francesa Caroline Garcia (6-1 y 6-2) y a la estadounidense Julia Cohen (6-3 y 6-4), pero quedó eliminada tras caer ante la también estadounidense Varvara Lepchenko, que luego se consagraría campeona, por 2-6 y 0-6.
Tras ganar un torneo future en Tandil, la tenista chilena Camila Silva elogió a Irigoyen diciendo que todos saben que es de otro nivel. Ella ya está metida en un ranking importante y todos la reconocen como una de las mejores. En el 2010, Irigoyen participó en 30 torneos, disputando 52 partidos en singles, de los cuales ganó 29. Tras descansar en Tandil las últimas semanas de noviembre, le concedió una entrevista a La Voz de Tandil; en ella, habló de su relación con Gisela Dulko, la primera raqueta argentina, del desarrollo del tenis femenino en su país y de sus expectativas para 2011. Confesó que ganar un partido de Fed Cup en singles es una deuda pendiente y que su objetivo para el 2011 es ingresar al top 100 del ranking de la WTA. Además, elogió a su entrenadora, María José Gaidano, destacando su rol positivo diciendo que me enseñó un montón de cosas que yo desconocía. Estoy súper feliz con ella que me hace ver todo diferente pues yo soy muy autoexigente. Por ahí, quiero todo ya y eso me juega en contra.

#### Dobles
Irigoyen inició el año en el puesto 161 del ranking de dobles, comenzando su temporada en el torneo de Plantation ($ 25 000), en pareja con su compatriota Jorgelina Cravero. Partiendo como terceras preclasificadas, alcanzaron la final tras vencer en rondas sucesivas a Ahsha Rolle y Tiya Rolle (6-2 y 7-5), a Lena Litvak y Ashley Weinhold (6-3 y 6-2) y a María Fernanda Alves y Yi Chen (7-5, 3-6 y [10-5]); sin embargo, cayeron en el partido decisivo ante las primeras preclasificadas, Aurelie Vedy y Mashona Washington, por 0-6 y 2-6. En el torneo de Lutz ($ 25 000), nuevamente en pareja con Cravero, alcanzó los cuartos de final tras vencer a la dupla Litvak - Weinhold por 7-64 y 6-2; sin embargo, quedaron eliminadas tras perder ante las estadounidenses Kimberly Couts y Christina Mchale por 1-6, 6-4 y [2-10]. Tras la serie de Fed Cup ante Estonia, Irigoyen alcanzó las semifinales del torneo de Laguna Nigel ($ 25 000) tras vencer, junto a Cravero, a Brynn Boren y Sabrina Santamaría por 7-5 y 6-1 y a Johanna Konta y CoCo Vandeweghe por 7-63 y 6-1; a pesar de esto, cayeron ante Anastasia Pivovarova y Laura Siegemund por 0-6 y 65-7. A la semana siguiente, alcanzaron los cuartos de final del torneo de Surprise ($ 25 000) tras vencer a la dupla estadounidense de Mallory Cecil y Megan Moulton-Levy por 6-4 y 6-3, pero perdieron ante la dupla ucraniana conformada por Lyudmyla y Nadiya Kichenok por 63-7 y 4-6.

### 2011

#### Singles

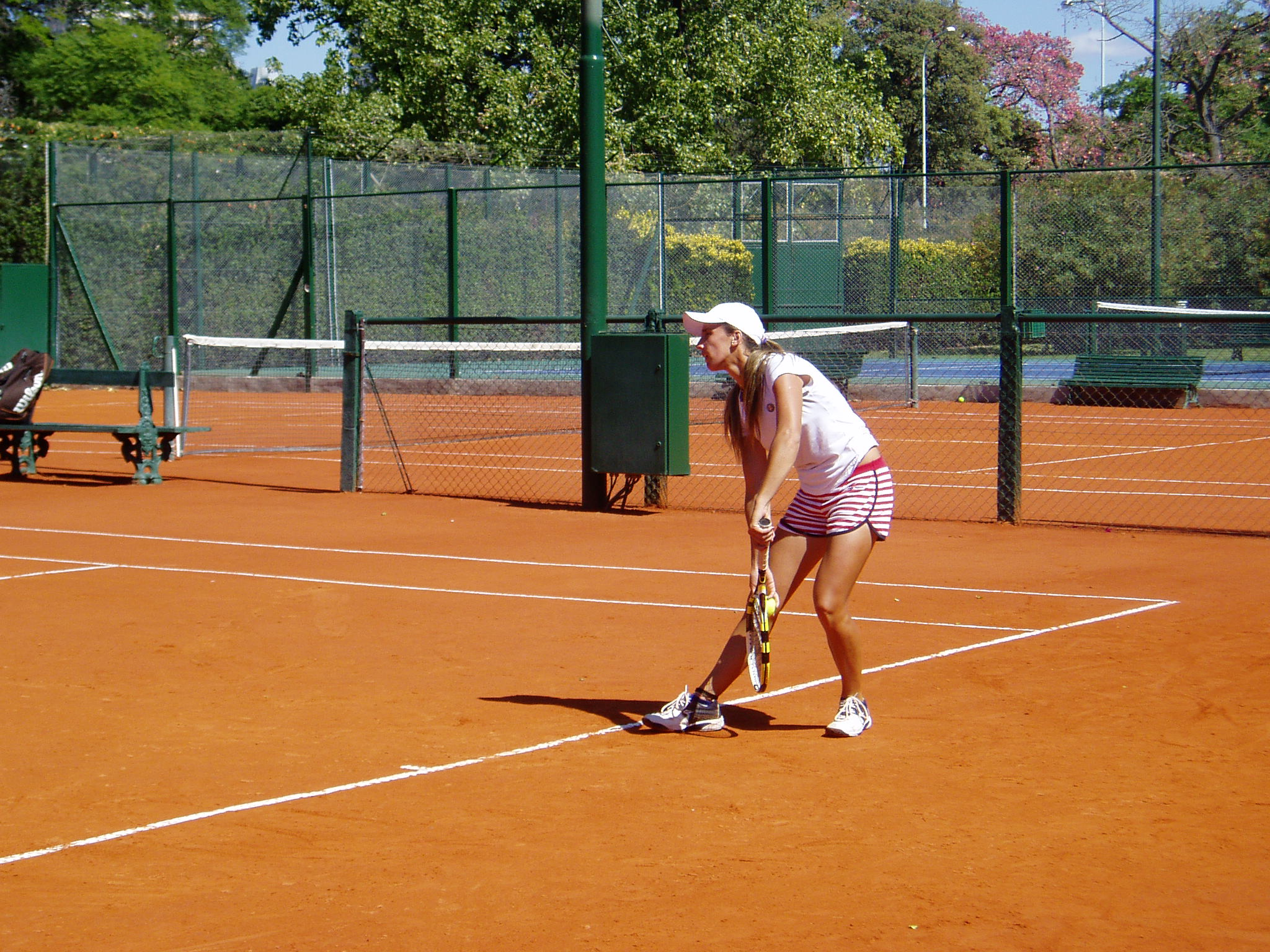
María Irigoyen durante un entrenamiento con Tatiana Bua, en el Tenis Club Argentino de Buenos Aires.

Al comenzar el año, María Irigoyen se encontraba en el puesto 188 del ranking de la WTA. Irigoyen inició su temporada en el ASB Classic Open, que se disputó en la ciudad neozelandesa de Auckland; sin embargo, cayó en la primera ronda de la clasificación ante la croata Mirjana Lucic, segunda sembrada en dicha rueda, por 1-6 y 4-6. A la semana siguiente, se trasladó a Hobart, Australia, para disputar el Moorilla Hobart International, en el que perdió nuevamente en la primera ronda de la clasificación, esta vez ante la local Sophie Ferguson por 1-6 y 3-6. Posteriormente, Irigoyen perdió en la primera ronda de la clasificación para el Abierto de Australia, siendo derrotada por la ucraniana Yuliya Beygelzimer por 2-6 y 2-6. Tras la fecha de Fed Cup, Irigoyen regresó al circuito en el torneo de Cali ($ 100 000), perdiendo en primera ronda ante la rumana Alexandra Cadantu, proveniente de la qualy, por 2-6 y 1-6. A la semana siguiente, Irigoyen se trasladó a Bogotá para participar de la XIX Copa BBVA Colsanitas. Iniciando en el cuadro clasificatorio, alcanzó los cuartos de final de dicha ronda, tras vencer a la colombiana Karen Castiblanco (6-2 y 6-0) y a la griega Eleni Daniilidou (7-65 y 6-4); sin embargo, perdió ante la canadiense Sharon Fichman por 66-7, 6-2 y 64-7 y no pudo acceder al cuadro principal del torneo.
Entre el 19 y el 21 de febrero, participó del Abierto Mexicano TELCEL, disputado en Acapulco, México; en la primera ronda de la clasificación, Irigoyen venció a la alemana Kathrin Woerle por 6-2, 3-6 y 7-5 y avanzó a la segunda ronda, donde perdió ante la rumana Irina Camelia Begu por 3-6 y 4-6. Posteriormente, Irigoyen se trasladó a Monterrey, también en México, para participar del Whirlpool Monterrey Open; en dicho torneo, que comenzó el 28 de febrero, Irigoyen perdió en la primera ronda de la clasificación ante Eleni Daniilidou por 2-6 y 0-6. En la segunda semana de marzo, debutó en el torneo de Irapuato ($ 25 000), que se disputa en dicha ciudad. Derrotó a la local Ximena Hermoso por 64-7, 6-2 y 6-2 en primera ronda, y a su compatriota Mailen Auroux en segunda ronda, por 6-2, 62-7 y 6-4; esta última victoria le permitió acceder a los cuartos de final, donde perdió ante la eslovena Andreja Klepac por 0-6 y 3-6. A fines de marzo, Irigoyen inició su participación en el torneo de Buenos Aires ($ 25 000) como tercera preclasificada, venciendo a su compatriota Luciana Sarmenti, proveniente de la qualy, por 6-2 y 6-1; avanzó a la siguiente ronda tras vencer a Catalina Pella por 6-3 y 6-2, pero cayó en los cuartos de final ante la brasileña Vivian Segnini por 1-6 y 65-7.
Posteriormente, cayó en la primera ronda de los torneos de Jackson ($ 25 000) y Osprey ($ 25 000), ambos en los Estados Unidos, siendo derrotada por la tenista local Julia Boserup (6-1 y 6-1) y por la húngara Melinda Czink, ex número 37 del mundo (0-6 y 3-6), respectivamente.

#### Dobles
Irigoyen inició el año en el puesto 143 del ranking de dobles, comenzando su temporada en el ASB Classic Open en Auckland, Nueva Zelanda. En pareja con su compatriota Florencia Molinero, perdieron por 68-7 y 4-6 en primera ronda ante la dupla conformada por Kurumi Nara y Heather Watson. Irigoyen se reintegró al circuito de dobles en la segunda semana de febrero, en el torneo de Cali ($ 100 000); nuevamente en pareja con Molinero, perdieron ante Xinyun Han y Silvia Soler Espinosa por 6-3, 2-6 y [6-10] en primera ronda. Participó de la XIX Copa BBVA Colsanitas, junto a Molinero, perdiendo en la primera ronda ante Sharon Fichman y Laura Pous-Tío por 5-7 y 4-6. En Acapulco, en el Abierto Mexicano TELCEL, Irigoyen obtuvo una wild card para participar del evento junto a Ximena Hermoso; sin embargo, perdieron en primera ronda ante la dupla española conformada por Lourdes Domínguez Lino y Arantxa Parra Santonja, con parciales de 3-6 y 3-6. Regresó al circuito en la segunda semana de marzo, en el torneo de Irapuato ($ 25 000), donde defendía el título de dobles junto a Florencia Molinero; sin embargo, cayeron en primera ronda ante Timea Babos y Johanna Konta por 6-3, 4-6 y [4-10].

## Participaciones en la Fed Cup

### Fed Cup: Zona Americana y Japón

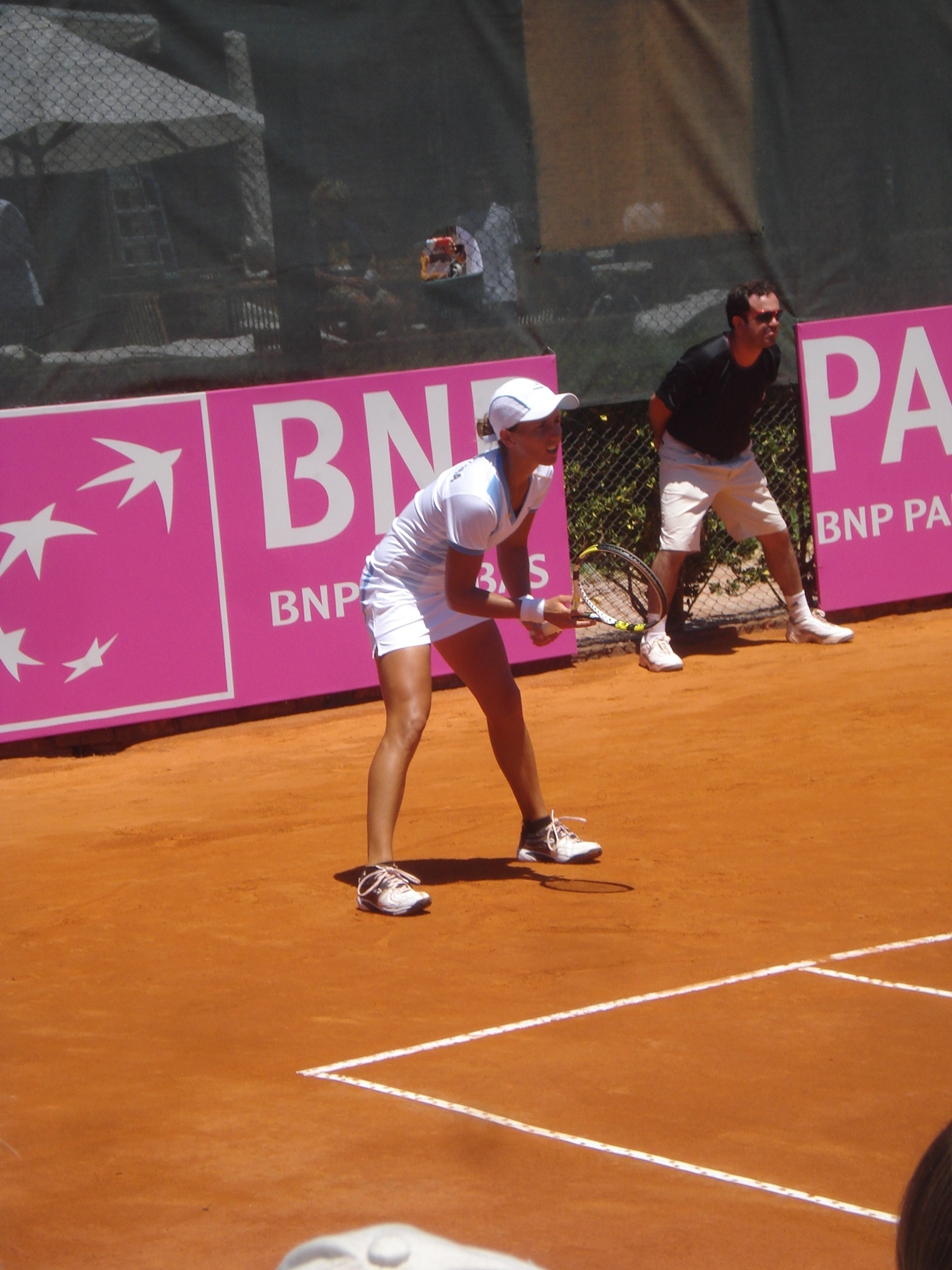
María Irigoyen frente a María Fernanda Álvarez, durante la Fed Cup 2011, que se disputó en Buenos Aires.

Tras la derrota por 5:0 ante Canadá, ocurrida en abril de 2010, Argentina descendió a la Zona Americana I. A fines de enero, la capitana del equipo argentino de Fed Cup, Bettina Fulco, confirmó que el equipo que participaría en la competición estaría integrado por Irigoyen, Gisela Dulko, Florencia Molinero y Mailen Auroux. El sorteo, realizado el 1 de febrero, determinó que Argentina integraría el Grupo A, debiendo enfrentarse ante Bolivia, Paraguay y Perú en formato de round robin. Al día siguiente, Irigoyen venció por 7-5 y 6-0 a María Fernanda Álvarez, la primera raqueta de Bolivia, en una serie que finalmente terminó 3:0 en favor de Argentina; tras su triunfo, el primero como singlista en Fed Cup, Irigoyen confesó haber estado nerviosa y agradeció a toda la gente que nos apoyó muchísimo y fue verdaderamente muy importante para todas nosotras. Además, comentó que cuando gané el primer set logré encontrar mi juego y el partido se me hizo mucho más sencillo.
Al día siguiente, el equipo argentino se enfrentó a Paraguay; en primer turno, Molinero derrotó a Monstserrat González por 65-7, 6-1 y 6-3 y puso en ventaja a la Argentina. Sin embargo, Irigoyen cayó en el segundo single ante Verónica Cepede Royg por 4-6 y 2-6, dejando la serie empatada a uno. En el dobles, Molinero y Dulko perdieron ante González y Cepede Royg por 0-6, 7-64 y 5-7, sentenciando el 2:1 en favor de Paraguay. De esta forma, el equipo argentino debía ganarle 3:0 a Perú para acceder a la final sin depender de otros resultados. En relación con su partido contra Cepede Royg, Irigoyen sostuvo que tuve un mal día, estuve demasiado nerviosa y si bien no le quito mérito a mi rival, jamás pude encontrar una identidad dentro de la cancha. El 4 de febrero, la Argentina se enfrentó a Perú por un lugar en la final. En los singles, Molinero derrotó a Patricia Ku por 6-2 y 6-3, mientras que Dulko venció a Bianca Botto por 6-0 y 6-3. En el dobles, la capitana Bettina Fulco alineó a Dulko junto a Irigoyen para enfrentar a Botto y a Ximena Siles Luna; con su victoria por 6-0 y 6-2, las argentinas aseguraron su pasaje a la final, donde se enfrentarían con Colombia. Tras el partido, Irigoyen resaltó el rol de líder de Dulko, diciendo que es muy importante la presencia de Gisela, es una líder que siempre nos da palabras de apoyo, nos aporta su experiencia y aconseja.
En la final del torneo, disputada el 5 de febrero, la Argentina se enfrentó ante Colombia, a la que venció por 3:0. En primer turno, Molinero superó a Catalina Castaño por 7-65 y 6-1, mientras que Dulko hizo lo propio ante Mariana Duque Marino con un contundente 6-0 y 6-0. El dobles, integrado por Irigoyen y Auroux, se impuso ante Karen Castiblanco y Yuliana Lizarazo por 6-1 y 6-1. Con esta victoria, Argentina se adjudicó el Grupo I de la Zona Americana y se enfrentó, entre el 16 y el 17 de abril, ante Japón por el ascenso al Grupo Mundial II. La serie, terminó con un 4-0 a favor de Japón. Allí, Maria, solo jugó el primer partido de la serie ante Misaki Doi, la japonesa, no tuvo problemas en ganarle por un contundente 6-0, 6-0. Su segundo single no se jugó debido a que la serie ya estaba definida para Japón. Así, Argentina no pudo ascender al Grupo Mundial II

### Fed Cup 2012: Un año perfecto
Argentina volvió a jugar el Grupo I, en Brasil, su grupo estuvo compuesto por Canadá, Bahamas y Perú. En la primera eliminatoria, que se jugó el 1 de febrero, Argentina jugó contra Bahamas, con Argentina contando con su N°1 Paula Ormaechea, todo indicaba que Argentina ganaría, y así fue, la serie terminó 3-0 a favor de Argentina, allí Maria solo jugó el dobles con la serie ya definida (2-0, en ese entonces) junto a Mailen Auroux, ambas derrotaron a Nikkita Fountain y Larikah Russell por 6-3 y 6-2. Al día siguiente, se encontraron con su próximo rival, Canadá, otra vez, Maria jugó con Mailen Auroux el doble con la serie definida, frente a Sharon Fichman y Marie-Eve Pelletier, Maria y Mailen las derrotaron por 6-0 y 6-3. Al día siguiente, Perú era su rival, Otra vez, con la serie definida, Maria y Mailen jugaron el dobles, frente a Ferny Angeles Paz y Katherine Gabriela Miranda-Chang, las argentinas no perdonaron, 6-0 y 6-0, fue su contundente triunfo. Así Argentina clasificó invicta a la final ganándoles a sus tres rivales por 3-0, sin perder ni un set. Su rival, era Colombia como el año pasado. Maria no jugó el dobles ni un single, ya que la serie estaba definida para Argentina. Así pues, Argentina ganó la serie 2-0. Así, el Equipo de Fed Cup de Argentina liderada por Paula Ormaechea, recibió en el Parque Roca a China en la pelea por un cupo en el Grupo Mundial II. Ahora, Argentina, por fin, logró el ansiado regreso al Grupo Mundial II, Maria , al igual que en Grupo I, jugó el dobles con Mailen Auroux, con la serie definida frente a una poco común pareja china: Chen Liang y Wang-Ting Liu. Las argentinas ganaron el partido por 6-3 y 6-4, y la serie 4-1. Entonces, el Equipo argentino de Fed Cup jugará en el Grupo Mundial II en 2013. frente a Suecia.

### Fed Cup 2013
Argentina iniciaba su camino en la Fed Cup 2013 en el grupo mundial II frente a Suecia en el estadio Mary terán de Weiss, en Buenos Aires. Argentina perdió la serie de manera increíble: tras los triunfos de Paula Ormaechea y Florencia Molinero, Argentina ganaba la serie 2-0; pero en el segundo día las suecas comandadas por Johanna Larsson y Sofia Ardvidsson ganaron sus dos partidos de individuales, dejando la serie empatada a 2. En el último punto, María hizo pareja con Mailén Auroux, siendo una pareja habitual en Argentina. La pareja argentina cayó contra la sueca compuesta por Johanna Larsson y Sofia Ardvidsson. Así, Argentina perdió la serie 2-3.
Argentina debió jugar la permanencia en el Grupo Mundial II. Argentina, nuevamente de local, enfrentó a Reino Unido. Tras un primer día muy equilibrado, con empate 1-1, Paula Ormaechea dio el segundo punto a Argentina. Maria participó en el cuarto sigles enfrentando a Elena Baltacha por 7-5 3-6 y 6-1. Argentina así, se mantuvo en el Grupo Mundial II y enfretará a Japón en 2014 por dicha instancia en condición de local.

### Fed Cup 2014
El sorteo determinó un cruce con Japón en condición de local, por cuarta vez consecutiva, Argentina era local. En la localidad de Pilar, le tocó inaugurar la serie a María ante la japonesa Kurumi Nara, la cual en ese entonces en el ranking de la WTA le llevaba una ventaja de más de 100 puestos. No obstante, la tandilense no se dejó llevar por el ranking y en un partido de más de tres horas y media de partido, ella le dio a Argentina el primer punto de la serie al vencer 6-7, 6-4 y 6-4.
En el último punto de la serie, ya definida, María, en pareja con Paula Ormaechea cayó el dobles ante Shuko Aoyama y Risa Ozaki por 0-6 y 4-6. Argentina ganó la serie 3-1 y jugó en abril el repechaje para intentar ascender al Grupo Mundial I.
En abril, Argentina visitó a Rusia en Sochi. Argentina perdió la serie 4-0. Maria Irigoyen jugó el segundo singles ante Yekaterina Makárova, perdiendo por 5-7 y 1-6. Argentina jugará en 2015 en el Grupo Mundial II.

## Títulos WTA (2; 0+2)

### Dobles (2)
| Leyenda                    |
| -------------------------- |
| Grand Slam (0)             |
| Juegos Olímpicos (0)       |
| WTA Tour Championships (0) |
| Premier Mandatory (0)      |
| Premier 5 (0)              |
| Premier (0)                |
| International (2)          |

| N.º | Fecha                 | Torneos        | Superficie    | Pareja               | Oponentes en la final              | Resultado   |
| --- | --------------------- | -------------- | ------------- | -------------------- | ---------------------------------- | ----------- |
| 1.  | 22 de febrero de 2014 | Río de Janeiro | Tierra batida | Irina-Camelia Begu   | Johanna Larsson Chanelle Scheepers | 6-2, 6-0    |
| 2.  | 20 de febrero de 2016 | Río de Janeiro | Tierra batida | Verónica Cepede Royg | Tara Moore Conny Perrin            | 6-1, 7-6(5) |

#### Finalista (6)
| N.º | Fecha                    | Torneos        | Superficie    | Pareja             | Oponentes en la final                 | Resultado         |
| --- | ------------------------ | -------------- | ------------- | ------------------ | ------------------------------------- | ----------------- |
| 1.  | 21 de febrero de 2015    | Río de Janeiro | Tierra batida | Irina-Camelia Begu | Ysaline Bonaventure Rebecca Peterson  | 0-3, retiro       |
| 2.  | 31 de julio de 2015      | Florianópolis  | Tierra batida | Paula Kania        | Annika Beck Laura Siegemund           | 3-6, 6-7(1)       |
| 3.  | 20 de septiembre de 2015 | Quebec         | Dura (i)      | Paula Kania        | Barbora Krejčíková An-Sophie Mestach  | 6-4, 3-6, [10-12] |
| 4.  | 29 de abril de 2016      | Praga          | Tierra batida | Paula Kania        | Margarita Gasparyan Andrea Hlaváčková | 4-6, 2-6          |
| 5.  | 21 de mayo de 2016       | Estrasburgo    | Tierra batida | Chen Liang         | Anabel Medina Arantxa Parra           | 2-6, 0-6          |
| 6.  | 30 de julio de 2017      | Bastad         | Tierra batida | Barbora Krejčíková | Quirine Lemoine Arantxa Rus           | 6-3, 3-6, [8-10]  |

## Títulos enChallengers(38; 10+28)

### Individuales (10)
| N.º | Fecha               | Torneo             | Superficie            | Oponente en la final | Resultado  |
| --- | ------------------- | ------------------ | --------------------- | -------------------- | ---------- |
| 10. | 13 de junio de 2010 | Campobasso, Italia | Polvo de ladrillo (o) | Laura Thorpe         | 6-2 y 7-65 |

### Dobles (28)

#### Finalista
| N.º | Fecha               | Torneo                     | Superficie            | Pareja            | Oponentes en la final             | Resultado |
| --- | ------------------- | -------------------------- | --------------------- | ----------------- | --------------------------------- | --------- |
| 1.  | 16 de enero de 2010 | Plantation, Estados Unidos | Polvo de ladrillo (o) | Jorgelina Cravero | Aurelie Vedy / Mashona Washington | 0-6 y 2-6 |